# Pampas
Pampas (també conegut com a Pampas Tayacaja) és una ciutat peruana, capital de la província de Tayacaja, és una ciutat peruana del departament de Huancavelica. El nombre d'habitants del districte homònim és de 10.880 hab. en una àrea de 109,07 km² i la seva densitat poblacional és de 99,75 hab./km². L'àrea metropolitana de Pampes abasta part dels districtes de Ahuaycha, Daniel Hernández i el districte homònim i està situada dins de la sub-conca de la Vall Opamayo, en el nord del departament de Huancavelica, amb coordenades de 12° 23' 42" latitud sud i 74° 52' 02" de longitud oest.
Pampas va ser fundada el 21 de juny de 1825, però és sabut que al territori que avui abasta la província a la qual pertany, al costat de les províncies de Huancavelica i Acobamba, es troben les evidències més remotes de presència humana en el departament de Huancavelica, representades per les troballes de coves i abrics rocosos. El grup ètnic que va destacar en aquest lloc va ser el regne dels tayaccasas. Aquesta ciutat i en general la província a la qual pertany és esmentada com una de les més antigues del Perú. Està documentat que, el 18 de juny de 1594, Lázaro Yupa Inca Vacachi Yndio ladino (sic) figura com a governador i cacic principal de Pampas. Pampas va començar a poblar-se des que es va crear la parròquia més important de la zona, anomenada «Parròquia Sant Pedro de Pampas». Va ser epicentre de diversos successos importants com els serveis prestats a l'Exèrcit Libertador en el seu trànsit des de Junín al Camp de Ayacucho. També es reconeix el seu pas important de vila a ciutat.
Cada 8 de desembre i 20 de gener, es realitza la festivitat religiosa més important d'aquesta zona, denominada Fiesta Patronal de la Virgen Purísima. En aquesta ciutat es realitza, oficialment cada diumenge, la Fira Dominical, lloc on s'exposen i venen productes procedents de la zona, a més d'articles d'abarrotis, calçats i robes procedents de Huancayo i Lima. També és coneguda pels seus extensos pasturatges i la seva aportació al Perú de reconeguts artistes com Carlos Zúñiga Segura, César Yauri Huanay i Horacio Monge Pineda entre d'altres. Entre les seves icones arquitectòniques hi ha el Parque Ecológico Infantil de Chalampampa, que presenta dos monuments històrics dels personatges més excel·lents de la província de Tayacaja: Daniel Hernández i Santiago Antúnez de Mayolo, l'Óvalo de la Cultura, situat a l'entrada d'aquesta ciutat, el mirador de la ciutat i l'albereda Grau.

## Toponímia

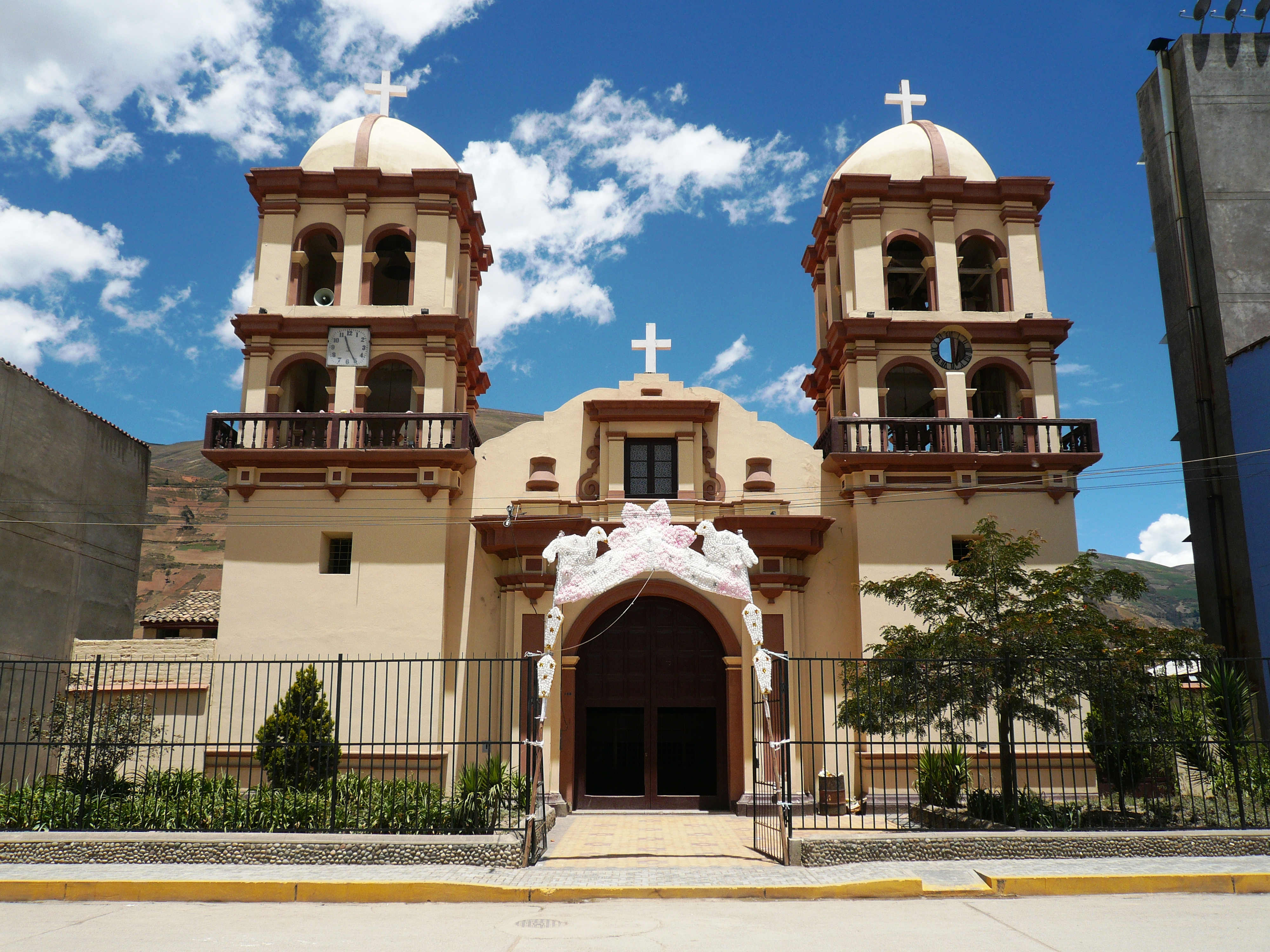
Parròquia San Pedro de Pampas.

La paraula «Pampas» («del quechua pampa, pla, plana»[n. 5]) és un derivat del nom que li donaven a la immensa plana de pasturatges que es localitza en aquesta vall. L'escriptor Horacio Monge, en el seu llibre La creación política de la Provincia de Tayacaja narra una llegenda popular sobre l'origen del nom de la ciutat i de la seva església principal. La llegenda comença quan una pastoreta rondava entre uns joncs pasturant el seu bestiar, quan la imatge de Sant Pere se li hauria aparegut. En assabentar-se els pobladors, la seva fe faria que en el lloc del succés es construís l'església San Pedro de Pampas, l'actual parròquia d'aquesta ciutat. Després d'un temps els habitants que vivien als voltants haurien migrat a l'església i anomenat al lloc: San Pedro de las Pampas, que després començaria a fitar-se a San Pedro de Pampas i finalment Pampas.[n. 6]
Històricament, es coneix que el lloc estava poblat pel regne dels TAYACCACCAS O TAYAQASAS, donant-se-li actualment el nom a la província: Tayacaja. Respecte a la seva etimologia, la paraula «Tayacaja» prové de dues veus quechuas: «TUYA» que significa arbust, de la família de les sinantèries, usat com a encens pels indígenes i «CCACCA» que significa torrent, riera, turó. Unides aquestes dues veus resultaria la pronunciació: «TAYACCACCA», en conjunt riera de la tuia.

## Geografia

### Ubicació
La ciutat de Pampas es troba al sud-oest de la Província de Tayacaja al Departament de Huancavelica. Situada en el districte homònim, l'àrea metropolitana també abasta part dels districtes de Daniel Hernández i Ahuaycha. Les coordenades de la ciutat són 12°23′53.4″S 12° 23′ 53.4″ S, 74° 52′ 6″ O / 12.398167°S,74.86833°O / 12° 23′ 53.4″ S, 74° 52′ 6″ O / 12.398167°S,74.86833°O, 12° 23′ 53.4″ S, 74° 52′ 6″ O / 12.398167°S,74.86833°O Aquesta ciutat pertany a la Regió Quechua en estar situat a 3.276 m.s.n.m.
| Nord-oest: districte de Huaribamba | Nord: districte de Huaribamba  | Nord-est: districte de Salcabamba  |
| Oest: districte de Acraquia        |                                | Est: districte de Colcabamba       |
| Sud-oest província de Huancavelica | Sud: província de Huancavelica | Sud-est: província de Huancavelica |

L'espai geogràfic de l'àrea urbana de Pampas està localitzat dins de la subconca del Valle Upamayo, els centres poblats del nord a la subconca de Huanchuy i els centres poblats localitzats al sud, tributaris directes al riu Mantaro.
− El Valle Upamayo, és de relleu pla, sense problemes de fenòmens geodinámics externs; seguit pel paisatge ple de turons de relleu moderat a escarpat on es produeixen fenòmens externs com a esfondraments i lliscaments. L'oferta ambiental és variada, posseeix terres agrícoles, forestals i pastures, amb limitacions del factor sòl, drenatge i erosió. La presència notòria de boscos d'eucaliptus es deu a les plantacions de l'ex alcalde(1919 - 1920) i terratinent Carlos Zúñiga.

### Hidrografia
Al nord d'aquesta ciutat es troba el riu Upamayo, nom quechua que es tradueix a riu silenciós. El seu recorregut comença a les altures del turó Matacencca, recorre els districtes de Acraquia, Ahuaycha, Pampes i Daniel Hernández desembocant en aquest últim sobre el riu Mantaro, lloc on aquest canvia de curs per dirigir-se al nord. Té com a afluents a les rieres: Llamacancha, Machuhuasi, Lindahuayjo, Yanahuayjo, tablahuayjo i Chinchihuayjo. A Pampas els seus afluents són el Lambras i Chinchihuayjo i en Daniel Hernández a Atoc, Atocjasa Macas i Jonehuayjo.
La conca del riu Upamayo està formada pel riu Huacho Colpa i d'altres microconques. Comença als torrents Chipchillay de Nord-est a oest, fins a arribar a la hisenda Chuñumayo, on canvia de rumb d'est a oest arribant al districte de Lircay amb el nou nom de Lircay. La microconca del riu Colicancha recorre de sud a nord-oest, pren el nom de Carhuapata i desemboca al riu Huachocolpa, canviant així el nom a Upamayo. El riu Pircamayo forma una microconca amb els torrents naixents del turó Tambrayco en el seu recorregut de sud a nord i desemboca també al riu Upamayo. El riu Pampas, Ichu i aquest figuren com a tributaris del riu Mantaro que alimenta la central hidroelèctrica més important del Perú, Santiago Antúnez de Mayolo i Restitución. D'aquest riu se'n beneficien en la seva trajectòria els pobladors de les riberes del Upamayo, utilitzant la seva aigua en recs de cultiu i en piscifactories.

### Clima
En pertànyer a la regió Quechua, Pampas es caracteritza per tenir un clima temperat moderat plujós (CW). L'hivern es caracteritza per ser sec temperat de dia i fred de nit, amb una temperatura mitjana que varia entre els 12 i 14 °C i que pot baixar fins a –2 °C a la nit. El mes de juliol és el més fred.
Les precipitacions anuals són de 500 a 1500 mm, la relació entre la quantitat d'aigua que cau al mes més plujós i el mes menys plujós és de 10 a 1 convertint-se est en l'aspecte més beneficiós per a l'agricultura d'aquesta localitat.
| Paràmetres climàtics mitjans de Pampas | Paràmetres climàtics mitjans de Pampas | Paràmetres climàtics mitjans de Pampas | Paràmetres climàtics mitjans de Pampas | Paràmetres climàtics mitjans de Pampas | Paràmetres climàtics mitjans de Pampas | Paràmetres climàtics mitjans de Pampas | Paràmetres climàtics mitjans de Pampas | Paràmetres climàtics mitjans de Pampas | Paràmetres climàtics mitjans de Pampas | Paràmetres climàtics mitjans de Pampas | Paràmetres climàtics mitjans de Pampas | Paràmetres climàtics mitjans de Pampas | Paràmetres climàtics mitjans de Pampas |
| Mes                                    | Gen.                                   | Feb.                                   | Mar.                                   | Abr.                                   | Mai.                                   | Jun.                                   | Jul.                                   | Ago.                                   | Set.                                   | Oct.                                   | Nov.                                   | Des.                                   | Anual                                  |
| -------------------------------------- | -------------------------------------- | -------------------------------------- | -------------------------------------- | -------------------------------------- | -------------------------------------- | -------------------------------------- | -------------------------------------- | -------------------------------------- | -------------------------------------- | -------------------------------------- | -------------------------------------- | -------------------------------------- | -------------------------------------- |
| Temp. màx. mitjana (°C)                | 18.9                                   | 18.6                                   | 18.6                                   | 19.5                                   | 19.8                                   | 19.7                                   | 19.7                                   | 20.4                                   | 20.5                                   | 20.7                                   | 20.9                                   | 19.9                                   | 19.8                                   |
| Temp. mitjana (°C)                     | 12.8                                   | 12.7                                   | 12.4                                   | 12.3                                   | 11.6                                   | 10.3                                   | 10.4                                   | 11.4                                   | 12.5                                   | 13.2                                   | 13.3                                   | 12.9                                   | 12.2                                   |
| Temp. mín. mitjana (°C)                | 6.8                                    | 6.8                                    | 6.3                                    | 5.2                                    | 3.4                                    | 1                                      | 1.1                                    | 2.4                                    | 4.5                                    | 5.7                                    | 5.7                                    | 6                                      | 4.6                                    |
| Precipitació total (mm)                | 96                                     | 109                                    | 107                                    | 41                                     | 18                                     | 7                                      | 10                                     | 17                                     | 35                                     | 47                                     | 50                                     | 70                                     | 607                                    |
| Font: climate-data.org                 |                                        |                                        |                                        |                                        |                                        |                                        |                                        |                                        |                                        |                                        |                                        |                                        |                                        |